# Proyecto Azteca A01
El Proyecto Azteca A01 fue una propuesta de avión de entrenamiento mexicano planteada por la Secretaría de la Defensa Nacional (SEDENA) con el propósito de tener aviones mexicanos tripulados en la flota de la Fuerza Aérea Mexicana.

## Historia
La idea de construir un avión de entrenamiento militar 100% mexicano surgió desde 2011, con la construcción del prototipo Pegasus PE-210A de la empresa mexicana Oaxaca Aerospace, tras lo cual, la SEDENA puso en marcha un proyecto de fabricación de aeronaves 100% mexicanas en colaboración con la FAdeA basándose en el avión ligero I.A. 73 Unasur I. El objetivo es tener 3 aviones de entrenamiento construidos en 2018 para presentarlos al público en el desfile militar aéreo que se realiza el 16 de septiembre del año en curso en la Ciudad de México, tras lo cual iniciará la producción en masa para el 2020 y en el futuro, se pretende construir aviones jet mexicanos.
Durante el desfile militar aéreo realizado el 16 de septiembre de 2016, se presentó una maqueta del primer prototipo de la aeronave ante el público. La maqueta fue muy criticada, pues presentaba muchas similitudes con el Halcón H1 desarrollado por la empresa Horizontec.